# Бокерия (рынок)
Рынок Бокерия (кат. Mercat de la Boqueria), также известен как Сан-Жузеп (кат. Sant Josep) — городской рынок в Барселоне (Испания), в подрайоне Эль Раваль, со входом с улицы Рамбла. Здание рынка занимает площадь 2583 м² и сооружено из стекла и стали, а также украшено мозаикой.

## История
Первые упоминания о рынке датируются 1217 годом, когда неподалёку от бывших городских ворот Бокерия устанавливали столы для продажи мяса. С декабря 1470 года здесь продавали свиней. Тогда рынок находился за городскими воротами, так что и другие торговцы могли продавать свои товары. В то время рынок назывался Mercat Bornet или (до 1794 года) Mercat de la Palla («соломенный рынок»).
Открытая площадь рынка была сначала окружена колоннами и должна была быть застроена, однако рынок не имел официального статуса и считался всего лишь продолжением рынка на площади Нова, простирающимся до площади дель Пи. Позже было решено разделить рынки, и на Рамбле св. Иосифа был построен рыбный базар с киосками для мясников и владельцев домашней птицы.
В 1826 году рынок был официально признан властями. 19 марта 1840 года начались строительные работы под руководством архитектора Мас Вила. Рынок был открыт в том же году, однако некоторые доработки велись вплоть до 1846 года. Официальное открытие произошло в 1853 году. В 1911 был открыт новый рыбный базар, а в 1914 году рынок обзавёлся новой металлической крышей, которая и сейчас покрывает Бокерию.